# Just the Way You Are (chanson de Bruno Mars)
Pour les articles homonymes, voir Just the Way You Are.
Singles de Bruno Mars
Billionaire
(2010) Grenade
(2010)
Just the Way You Are est une chanson interprétée par le chanteur américain Bruno Mars, et le premier single de son premier album studio, Doo-Wops & Hooligans. Le single est sorti aux États-Unis le 20 juillet 2010. Le titre a également été reçu en format airplay par la nouvelle station pop de AOL Radio. Il s'agit du single le plus téléchargé durant l'année 2011 avec 12,5 millions de ventes .
Écrite par The Smeezingtons, Khalil Walton, et Needlz, la chanson a été produite par The Smeezingtons, et Needlz.

## Liste des pistes
Digital Single
1. Just the Way You Are (Album Version) - 3:41

CD Single
1. Just the Way You Are (Album Version) - 3:44
2. Just the Way You Are (Skrillex Batboi Remix) - 3:50

## Classements et certifications
| Classement (2012)                       | Meilleure position |
| --------------------------------------- | ------------------ |
| Allemagne (Media Control AG)            | 2                  |
| Australie (ARIA)                        | 1                  |
| Autriche (Ö3 Austria Top 40)            | 1                  |
| Belgique (Flandre Ultratop 50 Singles)  | 4                  |
| Belgique (Wallonie Ultratop 50 Singles) | 17                 |
| Canada (Hot 100)                        | 1                  |
| Tchéquie (IFPI Rádio)                   | 4                  |
| Corée du Sud (Gaon International)       | 11                 |
| Danemark (Tracklisten)                  | 6                  |
| Espagne (PROMUSICAE)                    | 18                 |
| États-Unis Billboard Hot 100            | 1                  |
| États-Unis (Pop Airplay)                | 1                  |
| États-Unis (Adult Pop Songs)            | 1                  |
| États-Unis (Adult Contemporary)         | 1                  |
| Finlande (Suomen virallinen lista)      | 17                 |
| France (SNEP)                           | 33                 |
| Irlande (IRMA)                          | 1                  |
| Israël (Media Forest)                   | 1                  |
| Italie (FIMI)                           | 5                  |
| Norvège (VG-lista)                      | 4                  |
| Nouvelle-Zélande (RMNZ)                 | 1                  |
| Pays-Bas (Nederlandse Top 40)           | 1                  |
| Royaume-Uni (Singles Chart)             | 1                  |
| Suède (Sverigetopplistan)               | 2                  |
| Suisse (Schweizer Hitparade)            | 3                  |

| Pays             | Organisme    | Certification | Vente     |
| ---------------- | ------------ | ------------- | --------- |
| Allemagne        | BVMI         | Platine       | 300 000   |
| Australie        | ARIA         | 6 × Platine   | 420 000   |
| Autriche         | IFPI         | Or            | 15 000    |
| Belgique         | BEA          | Platine       | 30 000    |
| Canada           | Music Canada | 5 × Platine   | 400 000   |
| Danemark         | IFPI         | Platine       | 15 000    |
| États-Unis       | RIAA         | 6 × Platine   | 6 000 000 |
| Italie           | FIMI         | Platine       | 30 000    |
| Nouvelle-Zélande | RIANZ        | 2 × Platine   | 30 000    |
| Royaume-Uni      | BPI          | 2 × Platine   | 1 200 000 |
| Suisse           | IFPI         | 2 × Platine   | 60 000    |